# Zygoballus nervosus
Zygoballus nervosus är en spindelart som först beskrevs av Peckham, Peckham 1888.  Zygoballus nervosus ingår i släktet Zygoballus och familjen hoppspindlar. Inga underarter finns listade i Catalogue of Life.

## Bildgalleri

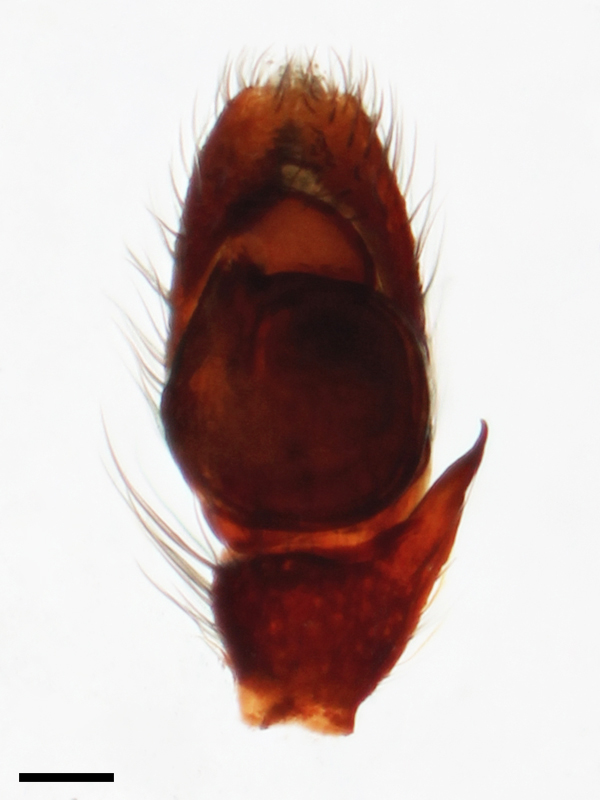